# جو بويد
جو بويد (بالإنجليزية: Joe Boyd)‏ (و. 1942  م) هو منتج أسطوانات، وملحن أمريكي، ولد في بوسطن.

## التعليم
تعلم في جامعة هارفارد.

## روابط خارجية
- جو بويد على موقع IMDb (الإنجليزية)
- جو بويد على موقع الموسوعة البريطانية (الإنجليزية)
- جو بويد على موقع ميوزك برينز (الإنجليزية)
- جو بويد على موقع أول ميوزيك (الإنجليزية)
- جو بويد على موقع ديسكوغز (الإنجليزية)
- جو بويد على موقع قاعدة بيانات الفيلم (الإنجليزية)